# Hrabstwo Coryell

Piramida wieku hrabstwa

Hrabstwo Coryell – hrabstwo położone w Stanach Zjednoczonych w centralnej części stanu Teksas, w połowie drogi pomiędzy San Antonio a Dallas. Hrabstwo utworzono w 1854 roku poprzez wydzielenie terytorium z hrabstwa McLennan oraz terytorium niezorganizowanego, jednak później podlegało jeszcze zmianom a ostateczny, obecny kształt uzyskało dopiero w 1858 roku. Największym miastem w hrabstwie jest Copperas Cove, jednak siedzibą władz hrabstwa jest miasto Gatesville.
Nazwa hrabstwa pochodzi od nazwiska Jamesa Coryella, odkrywcą i eksplorerem zachodnich terenów Teksasu.
Na terenie hrabstwa znajduje się park stanowy Mother Neff leżący na rzece Leon River.

## Gospodarka
Największe branże zatrudnienia w 2020 roku: administracja publiczna (3341 osób), opieka zdrowotna i pomoc społeczna (2720 osób), usługi edukacyjne (2690 osób) i handel detaliczny (2670 osób). 

### Rolnictwo
- hodowla kóz, owiec (15. miejsce w stanie), świń (23. miejsce), koni, bydła i drobiu[6]
- uprawa pszenicy, soi, sorga, owsa i kukurydzy[6]
- produkcja siana[6].

## Sąsiednie hrabstwa
- Hrabstwo Bosque (północ)
- Hrabstwo McLennan (północny wschód)
- Hrabstwo Bell (południowy wschód)
- Hrabstwo Lampasas (południowy zachód)
- Hrabstwo Hamilton (północny zachód)

## Miasta
- Copperas Cove
- Evant
- Gatesville
- Oglesby
- South Mountain

## Demografia
- biali nielatynoscy – 56,1%
- Latynosi – 20%
- czarni lub Afroamerykanie – 18,2%
- rasy mieszanej – 4,4%
- Azjaci – 2,3%
- rdzenni Amerykanie – 1,3%
- osoby z wysp Pacyfiku – 1%[7].

## Główne drogi
Przez teren hrabstwa przebiega między innymi autostrada międzystanowa oraz droga krajowa:
- Autostrada międzystanowa nr 14
- U.S. Route 84
- U.S. Route 281
- Droga stanowa nr 36